# 建武の新政
建武の新政（けんむのしんせい）は、1333年7月4日（元弘3年/正慶2年5月22日）に、元弘の乱で鎌倉幕府を打倒した後醍醐天皇が、7月17日（和暦6月5日）に「親政」（天皇が自ら行う政治）を開始したことにより成立した建武政権（けんむせいけん）の新政策（「新政」）。建武の中興（けんむのちゅうこう）とも表現される。広義の南北朝時代には含まれるが、広義の室町時代には含まれない。新政の名は、翌年の元弘4年＝建武元年（1334年）に定められた「建武」の元号に由来する。
後醍醐天皇は天皇による親政を理想とし、建武の新政を行い、鎌倉時代の公武の政治体制・法制度・人材の結合を図ったが、元弘の乱後の混乱を収拾しきれず、延元元年/建武3年10月10日（ユリウス暦1336年11月13日）に河内源氏の有力者であった足利尊氏との戦いである建武の乱で敗北したことにより、親政は2年半で崩壊し、足利氏が支配する武家政権に戻り、朝廷の支配力は鎌倉時代よりも弱まっていく事となる。

## 歴史

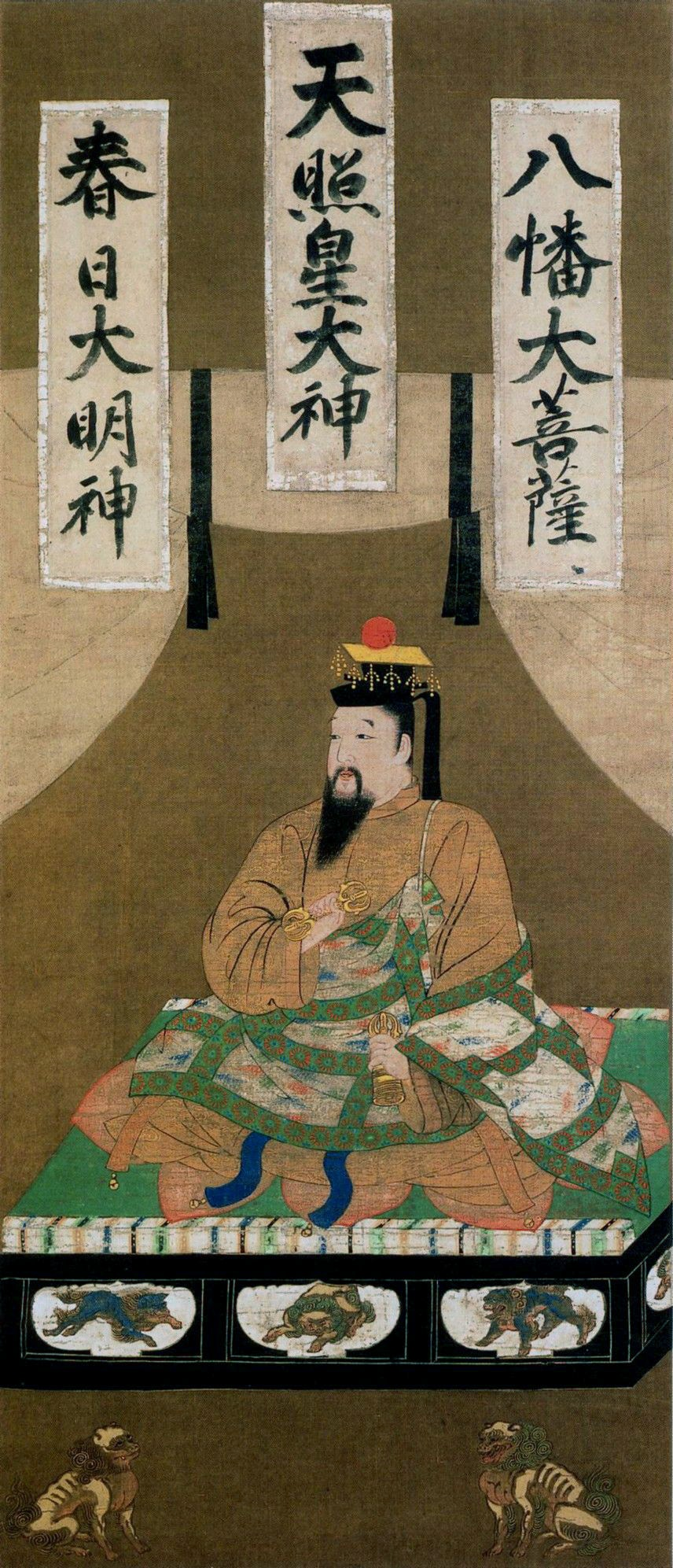
文観房弘真開眼『絹本著色後醍醐天皇御像』（延元4年/暦応2年（1339年）、重要文化財、神奈川県藤沢市清浄光寺蔵）

### 鎌倉幕府の滅亡
鎌倉時代後期には、鎌倉幕府は北条得宗家による執政体制にあり、内管領の長崎氏が勢力を持っていた。元寇以来の政局不安などにより、諸国では悪党が活動する。幕府は次第に武士層からの支持を失っていった。その一方で、朝廷では大覚寺統と持明院統が対立しており、相互に皇位を交代する両統迭立が行われており、文保2年（1318年）に大覚寺統の傍流から出た後醍醐天皇が即位して、平安時代の醍醐天皇、村上天皇の治世である延喜・天暦の治を理想としていた。だが、皇位継承を巡って大覚寺統嫡流派（兄・後二条天皇の系統、後の木寺宮家）と持明院統派の双方と対立していた後醍醐天皇は自己の政策を安定して進めかつ皇統の自己への一本化を図るために、両派の排除及びこれを支持する鎌倉幕府の打倒を密かに目指していた。
後醍醐天皇の討幕計画は、正中元年（1324年）の正中の変、元弘元年（1331年）の元弘の乱（元弘の変）と2度までも発覚する。この過程で、日野資朝・花山院師賢・北畠具行といった側近の公卿が命を落とした。元弘の乱で後醍醐天皇は捕らわれて隠岐島に配流され、鎌倉幕府に擁立された持明院統の光厳天皇が即位した。後醍醐天皇の討幕運動に呼応した河内の楠木正成や後醍醐天皇の皇子で天台座主から還俗した護良親王、護良を支援した播磨の赤松則村（円心）らが幕府軍に抵抗した。これを奉じる形で幕府側の御家人である上野国の新田義貞や下野国の足利尊氏（高氏）らが幕府から朝廷へ寝返り、諸国の反幕府勢力を集める。
元弘3年/正慶2年（1333年）に後醍醐天皇は隠岐を脱出。伯耆国で名和長年に迎えられ船上山で倒幕の兵を挙げる。足利尊氏は京都で赤松則村や千種忠顕らと六波羅探題を滅ぼし、新田義貞は稲村ヶ崎から鎌倉を攻め、北条高時ら北条氏一族を滅ぼして鎌倉幕府を滅亡させた。後醍醐は赤松氏や楠木氏に迎えられて京都へ帰還する。

### 新政の開始
後醍醐天皇は光厳天皇の即位自体を遡って無かったことにし、正慶の元号も廃止。光厳が署名した詔書や光厳が与えた官位の無効を宣言する。さらに関白の鷹司冬教を解任した。
帰京した後醍醐は富小路坂の里内裏に入り、光厳天皇の皇位を否定し親政を開始（自らの重祚<復位>を否定して文保2年から継続しての在位を主張）するが、京都では護良親王とともに六波羅攻撃を万位主導した足利高氏が諸国へ軍勢を催促、上洛した武士を収めての京都支配を主導していた。高氏ら足利氏の勢力を警戒した護良親王は奈良の信貴山に拠り高氏を牽制する動きに出たため、後醍醐天皇は妥協策として6月13日に護良親王を征夷大将軍に任命する。
6月15日には旧領回復令が発布され、続いて寺領没収令、朝敵所領没収令、誤判再審令などが発布された。これらは、従来の土地所有権（例えば、武士社会の慣習で、御成敗式目でも認められていた知行年紀法など）は一旦無効とし新たに土地所有権や訴訟の申請などに関しては天皇の裁断である綸旨を必要とすることとしたものである。ところが、土地所有権の認可を申請する者が都に殺到して、物理的に裁ききれなくなったため、早々7月には諸国平均安堵令が発せられた。これは、朝敵を北条氏一族のみと定め、知行の安堵を諸国の国司に任せたもので、事実上前令の撤回であった。
8月5日、足利高氏は後醍醐天皇の諱「尊治」から一字を与えられ「尊氏」と改め、のち鎮守府将軍に任命された。
記録所、恩賞方、9月には雑訴決断所がそれぞれ設置される。関東地方から東北地方にかけて支配を行き渡らせるため、10月には側近の北畠親房、親房の子で鎮守府将軍・陸奥守に任命された北畠顕家が義良親王（後村上天皇）を奉じて陸奥国へ派遣されて陸奥将軍府が成立。12月には尊氏の弟の足利直義が後醍醐皇子の成良親王を奉じて鎌倉へ派遣され、鎌倉将軍府が成立。
元弘4年/建武元年（1334年）正月には立太子の儀が行われ、恒良親王（母：阿野廉子）が皇太子に定められる。また、年号が「建武」と定められる。「楮幣」とよばれる新紙幣、貨幣の発行も計画され、3月には「乾坤通宝」発行詔書が発行されているが、乾坤通宝の存在は確認されていない。この頃には新令により発生した所領問題、訴訟や恩賞請求の殺到、記録所などの新設された機関における権限の衝突などの混乱が起こり始め、新政の問題が早くも露呈する。
5月には諸国の本家、領家職が廃される。徳政令が発布され、寺社を支配下に置くための官社解放令が出される。また、雑訴決断所の訴訟手続法10ヶ条が定められた。将軍職を解任され、建武政権における発言力をも失っていた護良親王は武力による尊氏打倒を考えていたとされ、10月には拘束を受け、鎌倉へ配流される。12月には八省卿が新たに任命され、実力を重視し家格の伝統を軽視した人事が行われる。

### 新政の瓦解
建武2年（1335年）5月には内裏造営のための造内裏行事所が開設される。6月、関東申次を務め北条氏と縁のあった公家の西園寺公宗らが北条高時の弟泰家（時興）を匿い、持明院統の後伏見法皇を奉じて政権転覆を企てる陰謀が発覚する。公宗は後醍醐天皇の暗殺に失敗し誅殺されたが、泰家は逃れ、各地の北条残党に挙兵を呼びかける。
鎌倉幕府の滅亡後も、旧北条氏の守護国を中心に各地で反乱が起こっており、7月には信濃国で高時の遺児である北条時行と、その叔父北条泰家が挙兵して鎌倉を占領し直義らが追われる中先代の乱が起こる。この新政権の危機に直面後、足利尊氏は後醍醐天皇に時行討伐のための征夷大将軍、総追捕使の任命を求めるが、後醍醐天皇は要求を退け、成良親王を征夷大将軍に任命した。仕方なく尊氏は勅状を得ないまま北条軍の討伐に向かうが、後醍醐天皇は追って尊氏を（征夷大将軍ではなく）征東将軍に任じる。時行軍を駆逐した尊氏は後醍醐天皇の帰京命令を拒否してそのまま鎌倉に居を据えた。8月には新政下の世相を風刺する二条河原落書が現れた。
尊氏は乱の鎮圧に付き従った将士に独自に恩賞を与えたり、関東にあった新田氏の領地を勝手に没収するなど新政から離反する。尊氏は、天皇から離反しなかった武士のうちでは最大の軍事力を持っていた武者所所司（長官）の新田義貞を君側の奸であると主張し、その討伐を後醍醐天皇に対して要請する。
後醍醐天皇は尊氏のこの要請を拒絶し、11月に義貞に尊氏追討を命じて出陣させるが、新田軍は建武2年（1335年）12月、箱根・竹ノ下の戦いで敗北する。建武3年（1336年）1月に足利軍は入京する。後醍醐天皇は比叡山へ逃れるが、奥州から西上した北畠顕家や義貞らが合流して一旦は足利軍を駆逐する。同年、九州から再び東上した足利軍は、持明院統の光厳上皇の院宣を得て、5月に湊川の戦いにおいて楠木正成ら宮方を撃破し、光厳上皇を奉じて入京した。このため新政は2年半で瓦解した。
同月、後醍醐帝は新田義貞ら多くの武士や公家を伴い、再び比叡山に入山して戦いを続けると、入京した尊氏は光厳上皇の弟光明天皇を即位させ北朝が成立する。9月、後醍醐天皇は皇子の懐良親王を征西大将軍に任じて九州へ派遣。兵糧もつき、周囲を足利方の大軍勢に包囲されると、10月には比叡山を降りて足利方と和睦。和睦に反対した義貞に恒良・尊良親王を奉じさせて北陸へ下らせると後醍醐帝は光明天皇に三種の神器を渡し、花山院に幽閉される。後醍醐帝は12月に京都を脱出して吉野へ逃れて吉野朝廷（南朝）を成立させると、先に光明天皇に渡した神器は偽器であり自分が正統な天皇であると宣言する。ここに、吉野朝廷と京都の朝廷（北朝）が対立する南北朝時代が到来。1392年（元中9年/明徳3年）の明徳の和約による南北朝合一まで約60年間にわたって南北朝の抗争が続いた。

### 新政の瓦解後
新政の瓦解後、足利尊氏が光明天皇によって征夷大将軍に任じられ、室町幕府が開かれた。初期には南北朝時代の戦乱が続き、15世紀以降になると戦国時代となって京都周辺以外の実効支配力を失うものの、1573年に織田信長によって足利義昭が京都から追放されるまで、足利氏の15代に渡る武家政権が続いた。

### 武家・公家の入れ替わり
第82代後鳥羽院の御宇造の時代は公家の天下であったが、1185年（文治元年）に平氏から源氏へ政権移行が行われると、総追捕使が支配力を強めていき、諸国には武家の守護が立てられ、神社や寺、旧来の武家や公家の荘園には地頭が置かれるようになった。公家の五摂家などと繋がった新興の武家が勢力を強め、反乱を起こした古来の武家も次第にその傘下に入っていった。
ただ依然として公家天下の時の国士や公家、寺社の領造は変わらずにあったので旧来の公家はさのみ衰微せず、国士も所領の地頭御家人として地位を保っていた。どこの国でも地頭御家人を直人と呼び、鎌倉9代の間はその方式であった。
ところが、建武の新政のときから古い法が捨てさられ、公家の知行や寺社領がみな諸軍勢に分け与えられ、地頭御家人も養子を取らざるを得ない状況になるなどして武家の家人となっていった。足利将軍の時代も同様であったが、これが織田信長、徳川家康の時代になると、古来の武家・公家の存在感は薄くなって、それまでの功績や俗姓すら分からないような新興の武家が所領を維持していた。

## 年表
- 元弘3年/正慶2年（1333年）
  - 5月22日（西暦7月4日） - 元弘の乱東勝寺合戦によって鎌倉幕府滅亡。
  - 5月25日 - 光厳天皇を廃し、元号を元弘に一統[3]。
  - 6月5日（西暦7月17日） - 後醍醐天皇が入京し、建武の新政を開始[4]。
  - 同日 - 足利高氏（尊氏）を鎮守府将軍に補任（『足利官位記』[5][注釈 4]）。
  - 6月8日 - 新政後、初めて議定（公卿会議）を行う[7]。
  - 6月12日 - 前右大臣久我長通・前内大臣洞院公賢・前参議坊門清忠を還任、右大臣近衛経忠・権大納言西園寺公宗を罷免、万里小路宣房を按察使・北畠顕家を弾正大弼・足利高氏（尊氏）を左兵衛督・足利直義を左馬頭に昇任[8]。
  - 6月13日 - 護良親王が征夷大将軍に補任される[9]。
  - 6月20日 - 政始（まつりごとはじめ）、新政後初めての外記政（最も正式な会議）（『師守記』貞治2年2月13日条[10]）。
  - 7月19日前後？ - 恩賞方が設置される（『集古文書』[11] に基づく長谷川説[12]）。8月説も有り[13][14]。
  - 8月5日 - 叙位除目（元弘の乱の論功行賞）、足利高氏に「尊」の偏諱を授与、北畠顕家・新田義貞・楠木正成・千種忠顕らも官職を得る[5]。
  - 9月10日？ - 雑訴決断所が設立され（雑訴決断所#成立時期も参照）、同時期に窪所・武者所なども設置、記録所も再興される[15]。
  - 9月中？ - 護良親王が征夷大将軍の職を離れる[9]。
  - 10月20日 - 北畠顕家が義良親王（のちの後村上天皇）を奉じ、父の親房や結城宗広と共に陸奥に赴く（いわゆる陸奥将軍府の始まり）[16]。
  - 12月11日 - 大光寺合戦、大光寺城（現在の青森県に所在）で翌年まで北条氏残党との戦闘[17]。
  - 12月24日 - 足利直義が成良親王を奉じ、鎌倉へ出発（いわゆる鎌倉将軍府の始まり）[18]。
- 建武元年（1334年）
  - 1月23日 - 恒良親王を立太子[19]。
  - 1月29日（西暦3月5日） - 建武に改元[20]。
  - 1月中 - 雑訴決断所の条規が定められる[21]。
  - 1月中 - 奥州式評定衆、引付、諸奉行の設置[22]。
  - 1月中 - 関東廂番の設置[23]。
  - 3月17日 - 諸国疲弊のため、2年間、荘園の検注を停めることを命じる（ただし実施されなかった）[24]。
  - 3月28日 - 乾坤通宝の新銭および楮幣（紙幣）の発行を定める[25]。
  - 5月3日 - 検非違使庁が徳政令を発布[26]。
  - 5月18日 - 恩賞方4番を定め、記録所寄人を置き、雑訴決断所の条規を定める[27]。
  - 8月10日 - この日、中御門宣明が鋳銭長官に任じられ、後日、五条頼元が鋳銭次官に任じられる[28]。
  - 8月中 - 雑訴決断所を8番に拡充[29]。
  - 10月5日 - 公卿万里小路藤房が出家[30]。
  - 10月22日？ - 護良親王が捕縛されて失脚（『梅松論』）（ 10月30日説（『保暦間記』）、11月3日説（『大乗院日記目録』）もある）[31]。
  - 10月中 - 紀伊国飯盛山で反乱、楠木正成が部下を派遣して鎮圧に当たる[32]。
  - 同月中 - 新税「二十分の一税」が行われた史料上の確実な初見[33]。
  - 11月15日 - 護良親王が鎌倉に流される[34]。
  - 12月30日 - 足利高経（斯波高経）が紀伊飯盛城反乱に大将として当たり、反乱軍に敗北[35]。
- 建武2年（1335年）
  - 1月29日 - 足利高経（斯波高経）が紀伊飯盛城反乱の鎮圧に成功[36]。
  - 1月中 - 僧官の官位相当を定める[37]。
  - 2月5日 - 信濃国で北条氏残党との小競り合い、7月の中先代の乱の前兆[38]。
  - 2月中 - 雑訴決断所の条規を定める[39]。
  - 3月17日 - 伝奏と記録所の結番（けちばん、当番の日と規則）および記録所の式日を定める[40]。
  - 6月15日 - 造大内裏行事所始[41]。
  - 6月22日 - 大納言西園寺公宗の謀反が発覚し、楠木正成や高師直に捕縛される[42]。
  - 7月14日 - 北条時行、諏訪頼重ら北条氏残党が決起、中先代の乱勃発[43]。
  - 7月22日 - 足利直義が北条時行に敗退[44]。
  - 7月23日 - 鎌倉に幽閉中の護良親王が殺害される[44]。
  - 7月25日 - 北条時行が鎌倉入り[45]。
  - 8月2日 - 足利尊氏が中先代の乱に参戦、征夷大将軍位を願うが許されず、のち征東将軍に任じられる[46]。
  - 8月18日 - 足利尊氏が北条時行を相模川で撃破[47]。
  - 8月19日 - 足利尊氏が鎌倉を奪還、中先代の乱の終結[47]。
  - 8月30日 - 足利尊氏が従二位に昇叙[48]。
  - 8月中 - 足利尊氏が恩賞を独自の権限で徐々に配布し始める[49]。30日、尊氏が斯波家長に奥州管領の地位を与える[50]。
  - 8月中[注釈 3] - 『二条河原の落書』による世相風刺[52]。
  - 9月27日 - 足利尊氏が大々的に独自の裁量で恩賞を配り始める[53]。
  - 10月11日以前 - 臨済宗高僧夢窓疎石に「夢窓国師」の国師号を与える[54]。
  - 10月15日以前 - 中院具光を鎌倉に派遣し、足利尊氏に帰京を促すが、足利直義の進言により拒否される[55]。
  - 10月15日 - 鎌倉若宮大路の旧将軍家跡地に足利尊氏の御所が完成し、尊氏は同所に遷る[55]。
  - 11月2日 - 足利直義が新田義貞を討つと称して諸国の兵に参集命令をかける[56]。
  - 11月12日 - 北畠顕家が鎮守府将軍となる[57]。
  - 11月18日 - 足利尊氏を称し、新田義貞を討つことを請う書状が京に届く[58]。
  - 11月19日（西暦1336年1月2日） - 建武の乱勃発。足利尊氏追討が発せられ、尊良親王、新田義貞、ショウ王、洞院実世らが出陣[59]。
  - 11月22日 - 尊氏追討のため諸国の兵に参集命令をかける[60]。
  - 11月25–27日 - 矢作川の戦い[61]。建武政権の勝利。
  - 11月26日 - 足利尊氏・直義の官爵を剥奪する[62]。
  - 12月5日 - 手越河原の戦い[63]。建武政権の勝利。
  - 12月11日 - 箱根・竹ノ下の戦い[64]。足利方の勝利。
  - 12月22日？ - 北畠顕家が陸奥から京都に急進を始め、途上、足利方の鎌倉駐留部隊を撃破[65]。
- 延元元年/建武3年（1336年）
  - 1月初頭 - 第一次京都合戦の開始。
  - 1月10日 - 後醍醐天皇が比叡山に逃れ、大宮彼岸所を行宮とする[66]。
  - 1月11日 - 足利尊氏が入京、建武政権の結城親光が足利方の大友貞載と相討ちして戦死[67]。
  - 1月13日 - 北畠顕家が建武政権本軍に合流[68]。
  - 1月30日 - 第一次京都合戦が建武政権側勝利で終結[69]、後醍醐天皇が京に還幸[70]。
  - 1月中 - 「後の三房」の一人万里小路宣房と「三木一草」の一人千種忠顕ら重臣が出家（理由不明）[71]。
  - 2月6日 - 建武政権の楠木正家が常陸国で足利方の佐竹氏を撃破[72]。
  - 2月10–11日 - 打出・豊島河原の戦い、建武政権の勝利、足利方は九州に逃れる[73]。
  - 2月29日 - 延元に改元[74]。足利方はこれを認めず、建武の使用を続ける。
  - 同日 - 九州で、足利方の小弐貞経が建武政権の菊池武敏らに敗北し自害[75]。
  - 3月2日 - 多々良浜の戦い、菊池武敏が足利尊氏に敗北、足利方が太宰府を掌握する[76]。
  - 5月25日（西暦7月4日） - 湊川の戦い、足利方の勝利、建武政権の楠木正成戦死[77]。
  - 6–8月 - 第二次京都合戦。足利方の勝利。建武政権の名和長年、千種忠顕戦死。
  - 8月15日 - 足利方に擁立され、持明院統（のちの北朝）の光明天皇即位[78]。
  - 9月中旬–29日（西暦10月下旬–11月3日） - 近江の戦い[79]。足利方の勝利。
  - 10月10日（西暦11月13日） - 後醍醐天皇が建武の乱に敗北して投降、建武政権の終焉[80]。
  - 12月21日（西暦1337年1月23日） - 後醍醐天皇が吉野に遷幸、南北朝時代へ[81]。

## 新政の機構

### 中央
太政官
日本の律令制を参照
八省
後醍醐は八省の長官である卿を、前関白左大臣二条道平や右大臣鷹司冬教といった高位の上級貴族に兼任させた。これは、八省の管轄事項が上級貴族の合議体を通じて天皇に伝えられる律令制以来の体制を解体して、後醍醐が八省の長官となった上級貴族を通じて八省を統括することで天皇親政の強化に繋げる目的であったが、位階の伝統を無視した動きに公卿達は反発した。
諸官司
日本の律令制を参照
記録所
記録所は、平安時代に藤原摂関家から権力を取り戻そうとした後三条天皇が延久元年（1069年）に記録荘園券契所を設置したことに由来する。記録所は後醍醐の親政時代に再興され、建武政権における中央官庁の最高機関として設置された。建武政権では荘園文書の調査に加えて一般の訴訟も担当。構成員は楠木正成、名和長年、伊賀兼光など。
恩賞方
恩賞方は鎌倉幕府の討幕運動に参加したものに対する論功行賞を処理。記録所や恩賞方は調査機関であり、個々の政務に関する判断を下すための先例や意見が答申され、それらが後醍醐の決裁を経て「綸旨」の形で発せられた。
雑訴決断所
所領関係を管轄、鎌倉幕府の引付衆に相当。地域別に担当する4〜8番編成で設置され、偶数日、奇数日にそれぞれ開廷された。成員は公家のほか足利家家臣の上杉氏や足利尊氏の執事高師直、旧幕府の官僚二階堂氏など公家・武家双方から多くの人材が登用された。
検非違使庁
主に京での民事裁判を担当するが、徳政令の執行では全国的な権限を得た。建武政権では国衙（現在の県庁に相当）に優越する中央官庁として活躍した。
武者所
天皇の親衛隊。長には新田義貞が任じられた。近年では義貞を長にしたのは尊氏の意向とする説もある。現在伝わる「武者所」の名簿は、建武の乱発生後の記録のため、新田氏派閥の人物が多く見えることは注意が必要である。
窪所
問注所を参照

### 地方
陸奥将軍府
義良親王を将軍として、北畠親房・北畠顕家父子に補佐させた。陸奥国府多賀城に置かれた。
鎌倉将軍府
成良親王を将軍として、足利直義（尊氏の弟）に補佐させた。
守護・国司
これまで中下級貴族が就いており、知行国制度などに見られるように単なる権益と化していた国司制度を地方支配の柱と位置づけた。側近や有力者が国司に任じられ、権能の強化が図られた。守護は軍事指揮権を扱う役職として残った。（併置）

## 政策

### 概要
後醍醐天皇が政治理念を標榜した言葉として『梅松論』にある「今の例は昔の新義なり、朕が新儀は未来の先例たるべし」（『梅松論』上）という発言が知られる。
建武政権は院政を行わず、摂政・関白や征夷大将軍などを設置せずに、後宇多天皇ら鎌倉時代末期からの政策の方向に沿い、徐々に政治権力の一元化を目指す方向にあった。征夷大将軍については前述のように護良親王を任命することになったが、摂政・関白は建武の新政期にはついに任命しなかった。ただし二条道平と近衛経忠を内覧に任命した。
新政を批判したものとして、建武2年（1335年）8月には新政を風刺した『二条河原の落書』が書かれる。延元3年/建武5年（1338年）には北畠顕家が出陣前に新政の失敗を諌める諫奏を行い、北畠親房の『神皇正統記』や公家の日記などにも新政への批判や不満を述べる文章があるなど、武家や庶民のみならず、後に後醍醐天皇方について北朝と対立した北畠父子のような公家でさえ、新政を支持していなかったことが示唆される。後に三条公忠は「後醍醐院の措置は物狂の沙汰が多く、先例にならない」と非難している。
もっとも、後醍醐天皇が始めたものの中でも先例になったものもある。代表的なものは公家領の分割を制限して家督・家記・邸宅などからなる「家門」と所領である「家領」を一括安堵して嫡男に継承させる方針を打ち出したことである。これは足利尊氏によって治天の君に立てられた北朝の光厳上皇のもとでも引き継がれて、公家の家督及び所領を治天の君あるいは天皇の安堵を経て嫡男が単独継承する原則が定着することになる。
20世紀までは急進的な悪政という評価が主流だったが、1998年の伊藤喜良による論文以降、21世紀現在、建武政権の法制度は鎌倉時代の制度を漸進的に集大成した法制として、一定の評価がなされつつある。雑訴決断所牒（室町幕府の制度における施行状）によって、訴訟の安定化を図ったり、官位を成功（じょうごう、寺社への寄付の見返り）ではなく恩賞として与える制度など、多くの要素が室町幕府に「先例」として引き継がれていたことが明らかになっている。

### 恩賞・人事政策

#### 足利兄弟の重用
後醍醐天皇によって勲功第一と賞された足利尊氏（もと高氏）とその弟の直義は、新政でも高い官職に就き、莫大な恩賞を得た。
最も象徴的な褒賞として、元弘3年/正慶2年（1333年）8月5日に、高氏は後醍醐天皇の諱「尊治」の一字を賜った。これ以降高氏（高氏の「高」は北条高時からの偏諱）は「尊氏」となる。
土地の恩賞については、尊氏は伊勢国柳御厨（現在の三重県鈴鹿市に所在）以下30ヶ所、尊氏の弟である直義も相模国絃間郷（現在の神奈川県大和市に所在）以下15ヶ所を与えられた（『比志島文書』）。
守護職については、尊氏は鎌倉時代からの上総国・三河国を安堵され、さらに武蔵国・伊豆国などの守護職を得た。
官位としては、元弘の乱の翌年までに正三位に叙せられ、鎮守府将軍・左兵衛督・武蔵守・参議などに補任、武門では全軍指揮官であると同時に、朝廷内部でも公卿として最高幹部の一人になった。弟の直義も左馬頭として武士に最も栄誉ある官位の一つを与えられ、鎌倉将軍府執権（実質的な関東の指導者）に任じられた。
形の上での厚遇だけではなく、尊氏は建武政権の中枢にも積極的に参与した。
たとえば、後醍醐天皇が鎌倉幕府に勝利した元弘の乱の戦後には、畿内での戦功認定について直接的に関わり、著到状（戦闘参加報告）には自ら判をしてやり、軍忠状（恩賞の基礎となる軍功証明）については仲介役として恩賞方に回す役目を担った。同様の権限は護良親王にも与えられたが、主たる任務を果たしたのは尊氏の方だった。さらに、後醍醐天皇が帰京した6月5日から2日内に、尊氏は天皇から東国や九州といった地方の戦功認定処理を全面的に任され、「地方の戦功認定者→尊氏→後醍醐」という経路で戦功認定報告が行き渡るように設定された。こうして尊氏は、後醍醐天皇から信任された恩賞認定を通して、地方の守護ら有力者武士団と、強固な関係を築いていった。
尊氏は鎮守府将軍となったのは前述したが、これは決してお飾りの地位ではなく、建武政権においては実質の最高軍事責任者だった。東北には陸奥将軍府があり、関東には鎌倉将軍府があるため、これらの地域では実際に権限を行使する機会がなかったが、九州で北条氏残党の反乱が発生した時には、鎮守府将軍としての権限を発動して九州の武将を指揮した実例がある。
研究史：足利氏寄りの史書『梅松論』に、公家たちが「無高氏（尊氏なし）」と吹聴する描写があることから、かつては尊氏が政治の中枢から排斥されたとする説が主流だった。しかし、その後、1978年に網野善彦が、一次史料の綸旨と施行状の研究から、尊氏は鎮西軍事指揮権（九州の全軍指揮権）を任されていたのではないかと指摘し、伊藤喜良と森茂暁らも研究を進めて網野説を支持した。2002年には吉原弘道が、網野説を発展させて、尊氏は（九州に限らず全国の）全軍指揮権を持ち、建武政権の軍事部門の責任者となっていたのではないかと論述し、他の研究者からも肯定的に紹介されている。吉原によれば、『梅松論』の「尊氏なし」というのは実際の状況ではなく、尊氏の異例の昇進へ公家たちが抱いた不満を現してるのではないかという。

#### 公家官僚
建武政権の特徴として、変えるべきところは少しずつ変え、変える必要がない部分は変えずに安定性を確保したことが挙げられる。公家官僚である蔵人（秘書官）の人事は、後者の「変えなかった部分」で、後醍醐天皇の父である後宇多天皇の人事をほぼそのまま引き継いだ。公家の高級官僚である上卿（しょうけい）も基本的には同様だが、中には敵対派閥である持明院統派・北朝から移籍してくる上卿もいた。
2014年に杉山巌が、東京大学史料編纂所編『花押かがみ』の南北朝時代編（吉川弘文館、2002–2010年）を用いて、綸旨（天皇の命令書）の奉者（文書発行者）の花押＝サインを照合することで、後醍醐の文書行政に関わった官吏の出身を明らかにした結果、父の後宇多天皇の人材とほぼ共通しており、これによって人材プールの安定化を図っていたことが判明した。具体的には、坊門家・一条家（世尊寺家）・六条家・六条家庶流中院家・日野家・吉田家・葉室家などが、後宇多天皇の代から引き続き建武政権および南朝の蔵人として活躍した。中でも目覚ましく作業をこなしたのが吉田光任である。
蔵人に加えて重要な公家官僚が、公卿（大臣クラスの上級貴族）から選ばれる上卿（しょうけい）で、朝廷の案件ごとに責任を持ち、上卿の意見は評定（ひょうじょう、評議）への決定にも大きく影響した。訴訟・陳情の本来の窓口は蔵人や弁官（実務官僚）だが、実際は大貴族である上卿に口利きを依頼する者もいた。
建武政権・南朝で上卿に進むルートは4つあり、もとから大覚寺統派閥の上級貴族の家系だった者、建武政権・南朝内で蔵人や弁官から現場の叩き上げで昇進した者（吉田光任など）、持明院統派・北朝の上級貴族であるが後醍醐を慕って（あるいは家内の政争から）移籍してきた者（藤氏長者近衛経忠など）、北朝内の叩き上げだが上のポストが既に満員だったため南朝に移ってきた者（冷泉定親など）などがいた。
研究史：建武政権と南朝の人員構成の研究が進む以前は、『太平記』などに基づき「後醍醐天皇は朝廷内部に有力な基盤を有しなかったことも弱点」「後醍醐天皇は公家社会全体の掌握に困難をきたしていた」とする見解があったが、21世紀現在は上記のように実証的に否定されている。

#### その他
護良親王は征夷大将軍の職を望み、一時は補任するものの、建武元年（1334年）に護良親王が失脚して鎌倉に幽閉されると将軍職も剥奪される。
公家では吉田定房・万里小路宣房・北畠親房の「後の三房」と千種忠顕・坊門清忠らを重用、後伏見院政の人材も能力に応じて採用した。武家では楠木正成・名和長年（伯耆守）・結城親光（3名と千種忠顕とを合わせて「三木一草」という）。さらに真言密教の僧である文観や円観などの非・公家の人材も積極的に登用する人事だった。市沢哲によれば、こうした家格に反する人事は持明院統の後伏見院政（花園・光厳朝）でも行われており、後醍醐の個性よりも両統迭立期から続く治天の君への権力集中に起因しているという。

### 軍事政策

#### 管轄
非効率的な御家人制を撤廃し（#御家人制の撤廃）、地方の武士→守護→総大将（鎮守府将軍、鎌倉将軍府、陸奥将軍府等）という命令系統に再編した。
- 全軍指揮権
  - 天皇 - 後醍醐天皇。
  - 鎮守府将軍 - 足利尊氏。#足利兄弟の重用も参照。しかし、尊氏が離れた後は、慣習通り奥州のみの管轄となった（北畠顕家）。
- 洛中（京都市内）
  - 親衛隊
    - 武者所 - 軍事官僚。天皇の親衛隊。追捕（ついぶ、犯罪者等の逮捕）、国家転覆計画の阻止（例：西園寺公宗の事件）など重要任務に当たった。新田義貞、楠木正成、高師直など。
    - （窪所） - 宮中の要所を守護した親衛隊という説と、訴訟事務を担当した事務官僚という説があり、いまだに決着を見ていない。楠木正季や結城親光など。

  - 警備の実務
    - 大番役 - 京都市中の警固役[102]。鎌倉時代の鎌倉幕府からの引き継ぎ。
    - 篝屋 - 京都市中の警固役[102]。鎌倉時代の六波羅探題からの引き継ぎ。
    - （検非違使庁） - 律令制での本来の京都警備担当だが、建武政権では警備の任務はほとんど行わず、基本的には裁判所として活動した[103]。
- 地方
  - 関東：鎌倉将軍府 - 足利直義。
  - 東北：陸奥将軍府 - 北畠顕家。
  - 九州：専門の機関は置かれなかったが、鎮守府将軍の尊氏が軍事を担当した。

#### 御家人制の撤廃
前代鎌倉幕府では、武士は特権階級である御家人（将軍と直接的主従関係を結んだ階層）と非御家人に分けられていた。その一方で、御家人の中でも北条得宗家を頂点とする事実上の身分格差が生じていたのに、建前としては「御家人は将軍の前でみな平等」というものだったため、制度と実態で様々なひずみが生まれていた。
こうした矛盾を解消するため、後醍醐天皇は、御家人制度とそれに付随する非効率的な御家人役システム（御恩に対する奉公として軍事力などを供出する制度）を撤廃し、公益・軍役賦課をより効率的・現実的なものに再編した。また、後醍醐としては、天皇家から見れば陪臣（家臣の家臣）に過ぎなかった御家人を、直臣に「格上げ」することで、この上ない栄誉を与えたのだという認識を持っていた。
はたして後醍醐から旧御家人層への好意が当人たちにどれだけ伝わったのかは不明だが、いずれにせよ、撤廃政策そのものは社会の実態に即し理に適った政策だった。その後、二度と鎌倉幕府的な御家人制が復活することはなく、一方で建武政権が新たに構築した公益・軍役賦課システムは、後進の室町幕府に影響を与えた。
研究史：『太平記』で悪意ある描写がなされているためか、戦後初期の研究では、佐藤進一らによって、後醍醐天皇は武士から特権を剥奪するために専制君主的に御家人制を撤廃し、そのために旧御家人であった中〜上級の武士層から反感を抱かれたのだと説明されていた。しかし、2008年に吉田賢司が、『結城錦一氏所蔵結城家文書』の後醍醐天皇事書（建武2年（1335年））の文に後醍醐天皇の考えが現れていることを指摘し、少なくとも後醍醐の側では武士を思いやっての善意の処置だったことが判明した。

### 宗教政策

#### 延暦寺軍事力との提携
中世最大の寺社勢力は、顕教の四箇大寺（延暦寺・園城寺・興福寺・東大寺）と密教の三門真言（延暦寺・園城寺・東寺（醍醐寺・仁和寺））で、顕教四箇大寺は僧兵による軍事力に支えられていた。中でも強大だったのが比叡山延暦寺で、四箇大寺と三門真言に両方に数えられている。
当時の延暦寺の中核となったのが三門跡（皇族・公家が住職となる寺院）だが、後醍醐天皇はそれらの長を
- 梶井（現在の三千院）：実子の尊雲（護良親王、大塔宮）、のち天台座主（ざす、最高位の僧侶）、征夷大将軍
- 妙法院：実子の尊澄（宗良親王）、のち天台座主、南朝征夷大将軍
- 青蓮院：叔父で亀山天皇皇子の慈道、のち天台座主

と全て親族で固めさせ、武士より質で劣るとはいえ、無視できぬ軍事力を手にした。
元弘の乱では、還俗した護良親王が寺社勢力を率い、正成の千早城の戦いへの後詰（籠城を支援する部隊）として活躍し、鎌倉幕府打倒に貢献した。建武の乱でも、第二次京都合戦に敗れた後醍醐と新田義貞は比叡山に籠城し、最終的に近江の戦いで敗北して降伏したとはいえ、2ヶ月間も足利軍の攻撃に耐えている（『梅松論』下）。
また、後醍醐は三門真言のひとつ東寺にも一定の影響力を有した。

### 宋学の受容
鎌倉時代末期の社会不安により、為政者の間で「徳政」つまり古代の聖人・賢者に学んで徳に従った改革を行うという思想が普及し、その過程で、儒学の新解釈である宋学と、『孟子』が朝廷に普及した。最も積極的だったのが、（後醍醐とは敵対派閥である）持明院統の花園天皇で、量仁親王（後の光厳天皇）に宛てた『誡太子書』では、易姓革命の思想を説き、たとえ天皇といえども勉学と仁政を疎かにしては位を失う可能性があると訓戒している。一方、後醍醐天皇側でも、「後の三房」吉田定房・万里小路宣房・北畠親房ら側近たちが率先して宋学と『孟子』を学び、彼らの文章には『孟子』の引用が見られる。こうした公家徳政の思想は、朝廷では訴訟制度の改良という方向で形を為すことが多く、建武政権が様々な面で訴訟制度を整備したのも、この延長として捉えることができる。
才人を取り立てるという儒学思想に基づき、定房の弟吉田冬方や、中流貴族日野家のさらに傍流である日野俊基を、宋学研究の頭として抜擢した（『花園天皇宸記』元応元年（1319年）9月6日条）。学問偏重の傾向は、平惟継など風流好みの公卿からは批判された一方で、公家としてはそこまで身分が高くない日野俊基を取り立てた事件は、敵の持明院統のリーダーである花園天皇からすらも、賢才が立身出世できるなら良いことだと称賛された。
後醍醐天皇は、禅風においても禅と宋学の一致を試みた宋朝禅を好み、そのため宗峰妙超や夢窓疎石といった日本の禅林の基礎を築いた禅僧を取り立てたのも、後醍醐の宋学受容上の功績の一つである。
この時代の宋学隆盛の影響は、『徒然草』や『太平記』、連歌を大成した二条良基の歌論といった文芸にも影響を見ることができる。
研究史：1965年に佐藤進一が「後醍醐天皇は宋学をモデルとした皇帝独裁政治を企み鎌倉幕府を滅ぼした」という説を発表し、後には森茂暁もこの説に沿って解説をする等、この独裁君主論は長らく通説として支配的だった。しかし、新田一郎が指摘するように、宋学そのものに君主独裁に直接的に結びつく内容は存在しない。小川剛生も、難関な哲学体系である宋学と討幕運動を結び付けるのは、飛躍がありすぎるとしている。宋学の一つである朱子学が曲解されて、上下の身分秩序を重んじる名分論に発展したのは、多くは山崎闇斎ら江戸時代の学者の産物である。また、佐藤は宋学を勉強するうちに宋の独裁政を学んだのだと主張するが、史料的根拠がない上に、そもそも（名前から誤解しやすいが）宋学は宋の国学ではなく、宋学が中華王朝を支える学問になったのは、後醍醐天皇が1339年に崩御してから30年近く経ってから成立した明（1368–1644年）の代からである。思想だけではなく、法制の側からも、1990年代からの研究の進展により、後醍醐天皇は鎌倉時代末からの流れに沿って中央集権化を徐々に進める傾向ではあったものの、独裁制と名付けられるほど特徴的なものではなかったことが示されている。

### 新政の矛盾
建武の新政は、複雑化した土地訴訟事案への対応ができなかったことで混乱した。その様子は『二条河原の落書』にも記されている。
六波羅攻略に功を立てた赤松則村（円心）は逆に播磨の守護職を没収されているなど、倒幕の功に対する恩賞が不公平であった。さらに地方の実情や慣例を無視して恩賞が宛がわれたため、1つの土地に何人もの領主が現れて混乱し、恩賞の裁定をやり直さなくてはならないこともしばしばであった。このため「綸言汗の如し」といわれる天皇の無謬性が揺らぎ、朝廷の権威が低下した。
公家・武家の別や能力の有無に関わりなく人材を登用したため、行政は混乱を極めた。地方においても、形骸化していた律令制の官の復権である国司と、鎌倉幕府以来の武家による統治機構である守護・地頭の並立は、当初から新政の矛盾を示すものであった。
また、大内裏の造営のための二十分の一税などの新税や、新貨幣鋳造、新紙幣発行などの唐突な経済政策は倒幕戦争直後の疲弊した経済の混乱に拍車をかけた。

## 建武の元号
建武の新政の最大の特徴の一つが、「建武（けんむ）」という元号の名前の付け方そのものである。これは、中国の後漢の創始者で、中国最高の名君の一人とされる光武帝が、王位簒奪者王莽を倒した時に創始した元号の建武（けんぶ、25年 - 56年）に倣ったものである。時節に合った佳字（めでたい字）であることから、公家・武家・学識者・仏教勢力からは非常に評判が良かった。しかし、建武の乱の最中に、漢籍の故事に詳しくない民衆から不吉と批判されたため、わずか3年目に延元に改元することになってしまった。一方、後醍醐天皇を崇拝し、建武政権の後継者を自認する足利尊氏によって、北朝の側ではその後も継続されることになった。以下、詳細を述べる。
『改元部類』によれば、元弘4年（1333年）、新しい元号を決めるために、5人の学者が集められ、後醍醐天皇は、「出典の文の善し悪しは問わない」「中国の王朝の故事に倣って、今の時代を体現するような字」という条件で、元号の候補を出すように求めた。学者たちは以下の元号の候補を出した。
- 藤原藤範
  - 建武、咸定、延弘
- 菅原長員（高辻家）
  - 興国、垂拱、淳化、天祐、中興
- 菅原在登（壬生坊城家（東坊城家？））
  - 建武、元聖、武功
- 藤原行氏
  - 元吉、元貞、大中
- 菅原在淳（壬生坊城家）
  - 大武、元龍、建聖

「建」という字も「武」という字も5人中3人の学者から支持されていて人気の上に、「建武」という組み合わせは2人から挙がっていて、後醍醐天皇自身の意見とは別に、課題抽出の段階で既に有力候補だったことが見てとれる。そもそも「武」という字の成り立ちは、当時の解釈では、『春秋左氏伝』に「戈を止む」（戦乱が治まる）とあり、天下平定を表す好字だった（現代の漢字学では異説あり）。以上の中から、「建武」「大武」「武功」の3つが、「天長之例」（天下が久しく続く証）として最終候補に選ばれ、菅原在淳と菅原在成の2人の文章博士から奏上された。1月28日、右大臣の久我長通らが参内して会議が始められ、議論は29日まで続き、結局は元々の最有力候補だった「建武」に決まった。
中国の故事を踏まえた元号は、仏教勢力からも評判がよく、雄徳山護国寺（現在の石清水八幡宮）は、後醍醐天皇が昔の中国の名君の元号を採用したことについて、「一天均統之化、和漢相似、四海雍煕之槃、古今盍同」（天下統一の徳によって人民が善良に導かれることは、日本も中国も違わないし、全土の平和によって皆が喜びに湧くことは、今と昔で同じでないことがあろうか）と褒め称えた（『護国寺供養記』）。
公家たちは建武の年号に愛着があったらしく、建武の乱の最中に改元の議題が持ち上がったときは、こぞって反対した様子が、中院通冬の『中院一品記』建武3年29日条に記録されている。まず高倉光守が不満を述べて、「今度の改元は不審だ。建武が不吉などとは、何事だろうか（そんなことがあろうはずはない）。確かに凶徒（足利方）が京都に乱入しはしたが、すぐに敗北して逃げていってしまっただろう。そもそも、後漢の光武帝の建武の時には、2、3年の間は戦乱が続いたが、それでも31年の間は元号を改めなかったではないか」と指摘した。平惟継も、初めて改元の指示があった時に、後醍醐に対し「建武の号を付ける時に、わたくしは（光武帝の先例に従って）近い内に戦乱が起こるだろうと申し上げました。（予見があったのに）いま改めるのは矛盾ではありませんか（だから軽々しく改元すべきではありません）」と諫言したことを述べた。そこへ右大臣の洞院実世が発言して、「庶民が改元を噂している。今回の改元の儀は、すべて再び民心を改めるためだけのものである。天下が建武を受け入れないのだから仕方がない」と、自分も建武のままが良いと思っているが、民衆の側に不満がある以上、民の意見を尊重するべきだと述べた。こうして、「建武」という元号は、建武政権・南朝の側では3年目、わずか2年間の使用で終わった。
一方、形の上では敵である足利尊氏は、心では後醍醐天皇を崇拝しており、建武の元号を5年目まで使い続けた。反乱者が消極的理由から同じ元号を使い続けることは珍しいことではないが、尊氏の場合は、光明天皇を擁立して元号を変える権力を握った時点でも、改元せずに元号継続を決定しており、積極的に「建武」を肯定していた。この理由について、亀田俊和は、尊氏は自らを建武政権の正統な後継者であるとアピールしたかったのではないか、と推測している。事実、室町幕府の基本法『建武式目』では、目標とする理想の時代として、「義時・泰時父子の行状」（＝北条氏による武家政権の全盛期）と「延喜・天暦の特化」（＝醍醐天皇・村上天皇の治世）が挙げられており、後者は建武政権のスローガンと全く同じである。また、スローガンだけではなく、施行状（しぎょうじょう）の発行（訴訟判決を強制執行させるための制度）など、内容の面でも後醍醐天皇の政策を受け継いだ。